# Khun Borom
Khun Borom (fl. VIII secolo) è stato il leggendario progenitore delle stirpi tai, la sua storia è stata tramandata nella tradizione orale delle etnie che si crearono quando suddivise l'impero che controllava tra i suoi sette figli.
I vasti territori su cui regnava costituivano l'Indocina centro-settentrionale e parti della provincia cinese dello Yunnan; le principali etnie a cui diede origine furono i siamesi, i lao, i lanna e gli shan.
Alcuni storiografi ipotizzano che Khun Borom possa essere identificato con Re Piluoge, il fondatore nell'VIII secolo d.C. del Regno di Nanzhao, che fiorì nella zona dello Yunnan, da alcuni considerato il primo grande Stato dei popoli tai.

## Mitologia
Secondo la parte mitologico-religiosa della tradizione, Khun Borom era il figlio del Re degli Spiriti Celesti Phya Theng, che aveva punito le trasgressioni degli esseri umani con una disastrosa inondazione. Sopravvissero solo le famiglie di tre capi-tribù, che a bordo di una casa galleggiante raggiunsero il cielo per chiedere la grazia a Phya Theng. Il Dio regalò loro un bufalo per lavorare la terra e li mandò a Muong Theng (la città degli Spiriti celesti), l'odierna Dien Bien Phu nel Vietnam nord-occidentale.
Quando il bufalo morì, dalle sue narici nacquero tre zucche immense che oscurarono il sole. Dal loro interno giunse un rumore assordante, un capo-tribù fece un grande buco sulle zucche con un ferro incandescente ed uscì una inarrestabile moltitudine di esseri umani con la pelle scura ed i capelli lunghi, che formarono la razza dei kha. Il varco era troppo piccolo rispetto alla quantità di gente che usciva, ed un altro capo-tribù aprì un altro varco con uno scalpello, da cui uscirono esseri con i capelli corti e la pelle bianca, che formarono la razza dei tai.
Le due razze si moltiplicarono e si creò una confusione tale che Phya Theng mandò tra loro il figlio Khun Borom per civilizzarle. Questi arrivò in groppa ad un elefante dall'Impero Celeste, portando le insegne regali ed accompagnato dalle due mogli e da una corte di nobili. Intraprese una vittoriosa e dura guerra contro i kha, che nel frattempo si erano stanziati a Meuang Sua, chiamata anche Meuang Xieng Thong, l'odierna Luang Prabang. Questo evento determinò la supremazia dei tai sulle fertili pianure e la relegazione dei kha sulle aree intermedie tra le pianure stesse e i picchi montani. Nei territori laotiani tale distinzione, tuttora esistente, assegnò i nomi di lao loum (lao bassi) ai tai, e di lao theung (lao intermedi) ai kha, che pur avevano occupato per primi le terre basse. Una volta restaurata la pace, Khun Borom e la sua corte insegnarono alle genti tai come gestire la convivenza civile, la scienza dell'agricoltura, l'organizzazione dello Stato ed altre arti riguardanti la civilizzazione.
Un giorno crebbe un'enorme pianta rampicante che oscurò nuovamente il sole; nessuno ebbe il coraggio di tagliarla e si immolò una coppia di anziani cortigiani, conosciuti come nonno Phou Nheu e nonna Nha Nheu, che nel giro di tre mesi abbatterono la pianta perdendo la vita. Un'altra versione della leggenda racconta che gli episodi delle zucche e della rampicante avvennero entrambi dopo l'arrivo di Khun Borom e che furono tagliate dall'anziana coppia, che viene tuttora celebrata dai laotiani per il sacrificio che restituì la luce alla terra. Confidente che le richieste dei mortali erano state esaudite, Phya Theng fece abbattere il ponte che collegava la terra al Cielo, interrompendo per sempre il contatto diretto tra i mortali e le divinità.
Quando il popolo raggiunse un buon grado di maturità, Khun Borom radunò i suoi sette figli, assegnò ad ognuno una principessa in moglie, una corte esperta negli affari di Stato, parte dei territori e della popolazione, impartì loro nozioni sull'arte di governo e fece loro stringere un patto di collaborazione e non aggressione reciproca. Durante gli ultimi anni di vita, Khun Borom emanò una grande quantità di leggi, in seguito raccolte in un Codice che prese il suo nome.
Dopo la sua morte, i figli organizzarono un funerale di Stato e partirono con il loro seguito per prendere possesso delle terre che il padre gli aveva assegnato. Il Regno di Meuang Sua rimase nelle mani del primogenito Khun Lo, il fondatore della dinastia laotiana rimasta sul trono dei regni che si sarebbero insediati a Luang Prabang ed a Vientiane. L'ultimo sarebbe stato il Regno del Laos, caduto nel 1975 a seguito del trionfo dei comunisti del Pathet Lao nella guerra civile laotiana, mentre l'erede della dinastia è il Principe Soulivong Savang, in esilio a Parigi dal 1981.
I territori su cui secondo la leggenda regnò Khun Borom, furono divisi tra i sette figli nel seguente modo:
1. Khun Lo, il primogenito, regnò a Meuang Sua, l'odierna Luang Prabang in Laos, e diede origine al popolo laotiano
2. Khun Palanh regnò nel Sipsongpanna, nelle zone dell'odierna prefettura autonoma dai di Xishuangbanna, parte della provincia cinese sud-occidentale dello Yunnan, dove si originò l'etnia dai
3. Khun Chusong regnò a TungKea, Muong Huao-Phanh che fa oggi parte della regione del Tonchino, in Vietnam, dove tuttora sono insediati i tay
4. Khun Saiphong regnò nella zona da cui sarebbero emersi i lanna, nell'odierna Thailandia del Nord
5. Khun Ngua In regnò sui territori dove si insediarono i siamesi, che nel XIII secolo fondarono il Regno di Ayutthaya, nella Thailandia Centrale
6. Khun Lok Khom regnò a Mung Hongsa, in Birmania, dove si sviluppò l'etnia shan
7. Khun Chet Cheang regnò a Meuang Phuan, situata oggi nella provincia di Xiangkhoang, in Laos, dove ancora oggi vive una comunità di phuan.

## Risvolti storici della leggenda
Studiosi dell'antica storia laotiana, suggeriscono che il "Regno degli Spiriti Celesti" di Phya Theng possa essere identificato con l'Impero Celeste cinese, da cui secondo molti storiografi ed etnologi le popolazioni tai cominciarono ad emigrare nel I millennio d.C. Il sistema di suddivisione tra gli eredi dei territori del regno adottato da Khun Borom, richiama il meccanismo con cui si diffusero i principati tai, che vennero chiamati mueang.
La leggenda di Khun Borom (Nithan Khun Borom) venne messa per iscritto nel 1503 per volere della Casa Reale di Luang Prabang, in un periodo di grande fervore religioso in favore del Buddhismo Theravada. La pubblicazione viene vista da alcuni studiosi come il tentativo di legittimare da parte dei reali il loro diritto divino a governare sul paese, nonché il diritto dei laotiani di avere la supremazia sulle minoranze etniche. Da una parte la leggenda accontentava i tradizionalisti osservanti delle dottrine animiste, a quel tempo ancora molto influenti a corte, dall'altro costituiva un ideale prologo per l'affermazione della raffinata religione buddhista che si stava compiendo.